# Sergej Mihajlovič Eisenstein
Sergej Mihajlovič Eisenstein (Ejzenštejn) (rusko Серге́й Миха́йлович Эйзенште́йн), ruski filmski režiser judovsko-nemškega rodu, * 23. januar (10. januar, ruski koledar) 1898, Riga, Ruski imperij (sedaj Latvija), † 11. februar 1948, Moskva, Sovjetska zveza (sedaj Rusija). 
Eisenstein je odraščal v meščanski družini in se leta 1918 prostovoljno javil v Rdečo armado. Z umetnostjo je najprej prišel v stik kot karikaturist. Kot scenograf in kostumograf je pridobil prve izkušnje na področju filma.
Njegova prva velika mednarodna uspešnica je postal film Križarka Potemkin. Že samo zaradi znamenite scene na stopnicah v Odesi (predvsem pa tudi zaradi ilustracije »montaže atrakcij«), sodi ta film še dandanes med klasike sedme umetnosti. Pomembni Eisensteinovi filmi so tudi Oktober, Aleksander Nevski in Ivan Grozni. Njegovi filmi so bili pogosto žrtve državne cenzure.
Eisenstein je znan tudi po sodelovanju s skladateljem Prokofjevom, ter kot avtor številnih pomembnih besedil s področja filmske teorije in zgodovine, ki so jih deloma izdali šele po letu 1960.
11. februarja 1948 je Sergej Eisenstein umrl za posledicami srčnega infarkta. Pokopan je na moskovskem pokopališču Novodeviči.